# داريل فيرغسون
داريل فيرغسون (بالإنجليزية: Daryl Ferguson)‏ (مواليد 4 يونيو 1985 في ماريلاند) لاعب كرة قدم بربادوسي دولي يجيد اللعب في خط الدفاع . يلعب حاليا لصالح نادي ريال ماريلاند مونارتشز الأمريكي منذ 2008 .

## روابط خارجية
- داريل فيرغسون على موقع الاتحاد الدولي (مؤرشف)  (الإنجليزية)
- داريل فيرغسون على موقع قاعدة بيانات كرة القدم.إي يو (الإنجليزية)
- داريل فيرغسون على موقع ناشيونال فوتبول تيمز (الإنجليزية)
- داريل فيرغسون على موقع Soccerway.com (الإنجليزية)